# Région géographique intermédiaire de Campinas
La région géographique intermédiaire de Campinas est l'une des onze régions intermédiaires de l'État brésilien de São Paulo et l'une des 134 régions intermédiaires du Brésil, créées par l'Institut Brésilien de Géographie et de Statistique (IBGE) en 2017. Il comprend 87 communes, réparties dans onze régions géographiques immédiates.Sa population totale estimée par l'IBGE au 1er juillet 2018 est de 6 951 682 habitants, répartis sur une superficie totale de 24 769 309 km². Campinas est la commune la plus peuplée de la région intermédiaire, avec 1213792  habitants, selon les estimations de 2020 de l'Institut brésilien de géographie et de statistique (IBGE).

## Régions géographiques immédiates[3],[4]
- Campinas
  - 3 089 215 hab,.3 415,181 km2
  - 18 municipalités: Americana, Artur Nogueira, Campinas, Cosmópolis, Elias Fausto, Holambra, Hortolândia, Indaiatuba,  Jaguariúna, Monte Mor, Nova Odessa, Paulínia, Pedreira, Santa Bárbara d'Oeste, Santo Antônio de Posse, Sumaré, Valinhos, Vinhedo.
- Jundiaí
  - 937 484 hab.; 1 738,490 km2
  - 9 municipalités : Cabreúva, Campo Limpo Paulista, Itatiba, Itupeva, Jarinu, Jundiaí, Louveira, Morungaba, Várzea Paulista,
- Piracicaba
  - 601 552 hab.; 3 710,316 km2
  - 11 municipalités: Águas de São Pedro, Capivari, Charqueada, Laranjal Paulista, Mombuca, Piracicaba, Rafard, Rio das Pedras, Saltinho, Santa Maria da Serra, São Pedro.
- Bragança Paulista
  - 470 563 hab.; 3 217,058 km2
  - 11 municipalités: Atibaia, Bom Jesus dos Perdões, Bragança Paulista, Joanópolis, Nazaré Paulista, Pedra Bela, Pinhalzinho, Piracaia, Socorro, Tuiuti, Vargem.
- Limeira
  - 372 033 hab.; 943,349 km2
  - 4 municipalités: Cordeirópolis, Engenheiro Coelho, Iracemápolis, Limeira.
- Mogi Guaçu
  - 328 925 hab.; 1 903,021 km2
  - 4 municipalités: Estiva Gerbi, Itapira, Mogi Guaçu, Moji Mirim.

- São João da Boa Vista
  - 314 849 hab.; 3 621,633 km2
  - 9 municipalités: Aguai, Águas da Prata, Casa Branca, Espírito Santo do Pinhal, Santa Cruz das Palmeiras, Santo Antônio do Jardim, São João da Boa Vista, Tambaú, Vargem Grande do Sul.
- Araras
  - 267 627 hab.; 1 380,625 km2
  - 4 municipalités: Araras, Conchal, Leme, Santa Cruz da Conceição.
- Rio Claro
  - 247 581 hab, 1 391,298 km2
  - 5 municipalités: Analândia, Corumbataí, Ipeúna, Rio Claro, Santa Gertrudes.
- São José do Rio Pardo-Mococa
  - 186 725 hab. 2 580,091 km2
  - 7 municipalités: Caconde, Divinolândia, Itobi, Mococa, São José do Rio Pardo, São Sebastião da Grama, Tapiratiba.
- Amparo
  - 135 128 hab.; 868,247 km2
  - 5 municipalités : Águas de Lindóia, Amparo, Lindóia, Monte Alegre do Sul, Serra Negra
- TOTAL
  - 6 951 682 hab.; 24 769,309 km2
  - 87 municipalités